# HD 177693
HD 177693，又名CP-55 9001，SAO 245937、HR 7233，是一颗恒星，视星等为6.49，位于銀經341.05，銀緯-24.51，其B1900.0坐标为赤經19h 0m 35.4s，赤緯-55° -24.51′ 21″。